# Diana Margaret Napper
Diana Margaret Napper (1930 - 1972) fue una botánica, y agrostóloga inglesa.

## Biografía
En 1953 obtuvo en Londres, su B.Cs. en botánica. Y ese mismo año, trabajó en el Dto. de Agricultura de Kenia, como asistente de laboratorio; y en enero de 1954 pasa a la Estación de Investigaciones Cafeteras en Ruiru. Y se especializó en Poaceae.
- La abreviatura «Napper» se emplea para indicar a Diana Margaret Napper como autoridad en la descripción y clasificación científica de los vegetales.[4]